# Breguet Br.693
Le Breguet Br.693 était un avion d'assaut, surnommé le lion de l'aviation d'assaut, utilisé par la France pendant la Seconde Guerre mondiale, principalement pendant la campagne de France en mai-juin 1940. Ce bimoteur accueillait un équipage composé d'un pilote et d'un mitrailleur.

## Conception
Fin 1936, sous le Ministère Pierre Cot, l’expérimentation du vol rasant fut décidée par l’état-major central de l’armée de l’air à la suite d'un rapport du capitaine Thibaudet qui avait effectué un stage dans une formation d’assaut italienne. Le bombardement en vol rasant est ainsi devenu le principal mode d’assaut exploré par l’aviation française faute d’avions adaptés au bombardement en piqué et de viseurs performants pour les bombardements de moyenne altitude.   
Le Breguet 693 est dérivé du Breguet 691. Il en a repris sa cellule mais pas son moteur Hispano-Suiza 14AB qui a manifesté un certain nombre de vices rédhibitoires. Il a été motorisé par le Gnôme-Rhône 14M 6/7 de 700 ch au décollage.   
Le prototype Bre 693-01 vola pour la première fois le 25 octobre 1939, et permit de s'assurer que les performances étaient maintenues, voire améliorées par rapport au Breguet 691. De cette modification découla le Br.693 no 01. La fabrication des Breguet Br.691 fut arrêtée à l'exemplaire no 78 et celle des Br.693 débuta, à l'usine de Toulouse-Montaudran. Le Breguet 693 fit l'objet de plusieurs marchés portant sur un total de 426 exemplaires, devant être produits par Breguet à Velizy, par la Société nationale des constructions aéronautiques du Centre (SNCAC)  à Bourges (290) et la SABCA en Belgique (10). En fait, il n'en sera pris en compte que 128, dont 27 provenant de la SNCAC, avant le 25 juin 1940.
L'avion de tête de série fit son premier vol le 2 mars 1940. En cours de fabrication, le remplacement des pare-flammes d'échappement Bronzavia par des pipes à réaction permit de gagner 20 km/h sur la vitesse de pointe. 
Les tout premiers Bre 693 n'ont été affectés à la 6e brigade de bombardement d'assaut, au GB I/54 commandé par le commandant Plou que le 10 avril 1940, un mois avant l'offensive allemande du 10 mai 1940 et le 15 avril 1940 au GB II/54 commandé par le commandant Grenet. Ces deux groupes de bombardement s'étaient entraînés au vol rasant à Vinon sur Verdon du 13 décembre 1939 au 5 mai 1940 sur des Mureaux 115, des Potez 540 et des Breguet 691en passant sous les ponts de la Durance et au largage des bombes en mer à 10 mètres au-dessus de la surface .
Le pilote-bombardier-navigateur devait en plus du pilotage très délicat du Breguet en rase motte, faire la navigation avec des cartes papier, tirer au canon et au moment du bombardement viser et larguer les huit bombes de 50 kilos. Le mitrailleur était placé à l'arrière de l'appareil, à l'inverse de la marche, pour tirer sur les poursuivants. Les deux aviateurs communiquaient par laryngophone. 

## Engagements
Le 10 mai 1940 au matin, quand l'armée du Troisième Reich lança son offensive sur la Belgique, les Pays-Bas et la France, seuls les 25 Breguet 693 de la 54e escadre (GBI/54 et GBII/54) étaient prêts pour les attaques en vol rasant, alors que la Luftwaffe disposait de 450 avions Stuka (Junkers Ju 87) pour le bombardement en piqué. 
Le 12 mai 1940, les premières missions de guerre en vol rasant contre les colonnes allemandes ont été accomplies entre Tongres et Maastricht par le GB I/54 avec 11 Breguet 693 et entre Liège et Tongres par le GB II/54 avec 7 Breguet 693.
Les onze avions du GB I/54 sont partis de Montdidier et ont volé groupés jusqu’à Maubeuge où les chasseurs prévus pour leur escorte ont décollé. Mais, les Morane moins rapides que les Breguet les ont abandonnés bien avant leur objectif. Ils ont ensuite suivi la Meuse en vol rasant et se sont séparés à Huy. La formation la plus importante de deux escadrilles de trois avions menée par le Lieutenant Delattre (le promoteur de la tactique d'assaut en vol rasant avec les avions alignés dans l'axe des convois ennemis) est partie vers Maastricht et a survolé la ville déjà occupée par les Allemands qui ont donné l’alerte. Ils sont toujours restés en échelon refusé vers la droite, c’est-à-dire, les six avions alignés les uns derrière les autres, avec une distance de 100 mètres entre chaque appareil, au-dessus de la route Maastricht Tongres. Quand ils aperçurent leur objectif, un convoi de camions en stationnement, ils étaient attendus par la Flak. Très vite, les deux avions de tête, dont celui du lieutenant Delattre, ont été touchés. Leurs moteurs droits ont pris feu. Malgré cela, le Lieutenant Delattre a continué sur sa lancée et a détruit, à coup de bombes, plusieurs véhicules du convoi. Son deuxième moteur a été atteint. Après avoir dépassé le convoi, plutôt que de s’éloigner du théâtre d’opérations et de tenter de sauter en parachute, il a fait demi-tour et est revenu attaquer les camions, ouvrant le feu de toutes ses armes. Jusqu’au dernier instant, il a gardé le contrôle de son avion qui n’était plus qu’une torche et, se sachant condamné, il a jeté en piqué son avion sur les camions de tête.
De son côté, la troisième escadrille de deux avions s’est dirigée vers Tongres et a croisé en chemin deux patrouilles de Messerschmitt étagées entre 400 et 1 000 mètres d’altitude. Les pilotes des Breguet ont réussi à prendre le large en vol rasant sans être inquiétés par les chasseurs allemands. Cet épisode a montré que le danger pour les avions d’assaut Breguet en ce début de campagne a été beaucoup plus les batteries de DCA adverses plutôt que les escadrilles de chasse. À la sortie de Tongres, ils ont attaqué par surprise un convoi et ont pu lâcher leurs bombes en faisant beaucoup de dégâts. Après avoir dépassé le convoi, ils ont grimpé de quelques mètres pour constater le résultat de leur assaut et immédiatement la Flak les ont pris à partie avec un angle plus favorable. Un des avions a été touché, mais les deux équipages ont pu ramener sur la base de Montdidier les deux seuls Breguet rescapés parmi les onze du I/54 partis en mission.
La dernière patrouille de trois avions dirigée par le commandant Plou, chef du Groupe I/54, a attaqué les troupes allemandes dans les environs de Looz. Très vite, tous ont été touchés. Deux équipages dont celui du commandant Plou ont pu sauter en parachute et ont été faits prisonniers. Le troisième a réussi à rejoindre la France et à se poser en catastrophe à Berry au Bac.
Malgré les dommages causés aux convois allemands, le bilan est terrible, surtout pour le Groupe I/54 : trois hommes sont morts et 9 avions sur onze sont hors d’usage. Onze hommes ont été faits prisonniers dont le Commandant Plou, le chef du Groupe. 
Les 7 équipages du GB II/54 sont organisés en trois sections par le commandant Grenet qui a défini une tactique différente de celle du GB I/54, les sections composées de deux ou trois avions maximum devaient attaquer les convois sur un axe perpendiculaire aux routes empruntées par les convois allemands. Ils devaient larguer leurs bombes et mitrailler les chars et les autres véhicules à chaque passage au-dessus de la route. Ils restaient moins exposés et évitaient le réglage des tirs sur les avions qui se suivaient dans le cas d'un alignement (échelon refusé par la droite). Cette tactique baptisée patrouille corsaire deviendra ensuite la règle pour les vols rasants.
Le commandant Grenet à la tête d'une section de deux avions, entre Waremme et Tongres, aperçut une colonne ennemie et presque immédiatement le Breguet N° 28 fut pris sous le feu nourri de la Flak, avec les canons anti-aériens montés sur des véhicules mobiles. Le vol rasant à pleine vitesse rendait difficile l’ajustement oblique des tirs de DCA et maintenait son effet de surprise jusqu’à l’objectif, surtout si le Breguet surgissait avec le soleil dans le dos. Les panzers et les canons de DCA sont aveugles quand le pilote du lion d’assaut les survolait au ras de leurs tourelles et de leurs affûts.
Malgré la mitraille, un premier passage lui permit de repérer une batterie de DCA importante qui devint instantanément sa cible privilégiée. Après un virage à 180 degrés, le commandant arriva à larguer plusieurs bombes pour anéantir cette DCA, le principal danger pour les avions alliés.
Tous les pilotes furent marqués par le déploiement dantesque des unités mobiles allemandes de défense aérienne et par leurs postes fixes de DCA. La Luftwaffe employait les deux tiers de ses hommes à la défense anti-aérienne et elle faisait beaucoup plus de dégâts que les chasseurs.
Un dernier passage pour bombarder des camions et mitrailler le convoi. Au moment de reprendre la direction de la base de Roye, le commandant aperçoit le Breguet N°34, celui qui est le plus proche de sa zone d’assaut, avec son moteur droit en feu. Son pilote, le sergent Fourdinier, parvint à maintenir l’avion en vol en direction des lignes alliées avec son moteur gauche intact.
La dispersion du groupe permit à la section emmenée par le capitaine Jeunet de surgir sur la route Liège-Tongres sans avoir été signalée par le Henschel. Les deux avions surgirent par le travers de la route au-dessus des camions bourrés de soldats qui roulent vers la France. Le capitaine Jeunet aperçut une voiture de commandement, il ajusta son collimateur et tira. Il vit la trace lumineuse des obus et leur impact dans la voiture à moins de 60 mètres. Pour conserver l’objectif au centre du viseur, il s’est rapproché du sol et sur le bord de la route, il passa dans un grand bruissement de branches et de feuilles. L’avion accrocha un arbre, fut déséquilibré mais le capitaine réussit à le stabiliser pour poursuivre l’assaut et vider ses dernières munitions sur le convoi.
Dans la même patrouille, le sous-lieutenant Alfred Testot-Ferry avec le temps magnifique et le bon fonctionnement du Breguet en vol rasant se crut en promenade au-dessus des plaines belges et pendant tout le trajet, les seuls signes de guerre aperçus sont les colonnes de réfugiés. Tout changea après Liège quand l’horizon disparut sous un immense écran de fumée de diverses couleurs : explosions des obus de l’artillerie lourde, incendies, etc.. Le sous-lieutenant découvrit derrière la fumée ses premières images de vraie guerre. La section fonça et s’engouffra dans la fumée qui les a dissimulés à l’entrée de Tongres. Tout à coup, un convoi allemand apparut sous ses ailes à dix mètres. Il lâcha ses bombes sur les camions. Non loin de là, il vit que le Breguet N°13 de l’adjudant-chef Lévêque avait largué tout son chargement dans la rue principale de Tongres qui grouillait de troupes mais aussi de civils. Lors d’un passage suivant, les trois avions prirent la route en enfilade et tirèrent au canon et à la mitrailleuse en faisant beaucoup de dégâts. Dangereux, mais ils sont restés très peu de temps dans l’axe et la colonne ennemie n’a pas eu le temps de réagir. Le sous-lieutenant termina son assaut en envoyant ses trois dernières bombes dans des chenillettes qui explosent violemment en incendiant les munitions stockées à bord. Ensuite les trois avions de cette section rentrèrent en vol rasant sur 150 kilomètres.
La mission a été accomplie en deux heures, un seul avion du GB II/54 manqua au retour à la base, celui du sergent Fourdinier qui avait pu poser son avion en feu près de Bruxelles. Il était indemne mais son mitrailleur, le sous-lieutenant de La Porte du Theil avait péri carbonisé malgré deux tentatives du sergent Fourdinier de l’extraire de la carlingue chauffée à rouge alors qu’il était coincé à l’arrière.
À la suite de l'hécatombe subie par le GB I/54, le vol rasant a été suspendu pendant quelques jours et les bombardements ont été effectués avec moins d'efficacité à 900 mètres d'altitude.
Le 14 mai 1940, au matin, tous les bombardiers britanniqueset français disponibles, dont les Breguet 693 ont été missionnés pour détruire le pont de bateaux monté à Gaulier, sur la Meuse, près de Sedan, en 24 heures par l'armée allemande avec des gros caissons métalliques pour faire passer la colonne de 1 000 panzers de Guderian. Cette opération considérée par l'état-major français comme déterminante pour stopper l'avancée allemande a été déviée de son objectif à la suite d'un appel du Général Huntzinger, commandant la IIe armée française chargée de la défense française dans ce secteur qui a prétendu lancer une attaque sur ce pont dans la journée et qui ne voulait pas être « gêné » par des bombardements alliés. Les commandants reçurent un contre ordre et au lieu du pont de bateaux stratégique à Gaulier, ils furent envoyés bombarder des ponts de bateaux plus légers ou comme le commandant Grenet, à la tête de 9 équipages, ceux du GB II/54 et ceux restant disponibles au GBI/54, un rassemblement de troupes entre Bazeilles, Sedan et la voie ferrée au Sud de la Meuse depuis une altitude de 900 mètres.
Les 1 000 panzers ont ainsi pu traverser la Meuse et assurer la percée décisive de Sedan.
Ensuite, les équipages sur Breguet 693, du GB I/54, du GB II/54 rejoints par ceux du GB II/35, du GB I/51 et du GB II/51 ont effectué sans relâche, en vol rasant ou à 900 mètres d'altitude, des missions de bombardements sur les troupes ennemies jusqu'au 25 juin 1940, date à laquelle l'armistice signée le 22 juin par le représentant du Général Pétain, le Général Huntzinger a pris effet. Certains pilotes comme le sergent-chef Guy Perrot de Thanneberg ont continué le combat alors que leurs avions avaient été abattu à trois reprises.
Les Breguet 693 ont été produits et livrés à l'armée de l'air française en nombre très insuffisant pour contenir l'avancée allemande et encore plus pour inverser le cours de la guerre, mais les dégâts occasionnés aux colonnes allemandes furent sévères.
À la fin de la campagne de mai-juin 1940, sur 124 Breguet 693 ayant accompli des missions de guerre, 80 appareils avaient été détruits. Il en restait 43 en métropole et 1 en Afrique du Nord,.

## Variantes
- Breguet Br.695 : modèle motorisé avec des moteurs américains Pratt & Whitney SB4G Twin Wasp Junior. Ces moteurs de poids et de diamètre très supérieurs aux 14M et qui tournaient tous deux dans le même sens, réduisaient sensiblement les performances et la visibilité ainsi que la stabilité, au point qu'il fallut rehausser les dérives. Mais ils permirent de suppléer aux insuffisances des fournisseurs français. Quelques légères modifications(améliorations) dans les instruments de bord. 50 appareils auraient été construits dont quelques-uns livrés en unité au groupe 18 en juin 1940.

- Breguet Br.810 : dérivé destiné à équiper les escadrilles de l'aviation navale devant armer les porte-avions de la classe Joffre. Aucun ne fut construit à cause de la défaite de 1940.